# علی‌اصغر پورهمایون
علی‌اصغر پورهمایون (۱۲۹۱–۱۳۵۳) اقتصاددان، استاد دانشگاه و از کارگزاران اقتصادی و مالی دوره پهلوی بود.

## زندگی
تحصیلات خود را در ایران آغاز کرد و با کسب دکترا در رشته‌های حقوق و اقتصاد در اروپا به پایان رساند. از سال ۱۳۱۹ به تدریس آیین دادرسی مدنی و سپس اقتصاد در دانشکده حقوق و علوم سیاسی دانشگاه تهران پرداخت. در سال ۱۳۲۹ که  مرتضی آزموده در کابینه سپهبد رزم‌ارا وزیر اقتصاد ملی شد، او را معاون خود کرد.

### ریاست بر بانک مرکزی ایران
پورهمایون در سال ۱۳۳۰ رئیس اداره حقوقی بانک ملی و در سال ۱۳۳۱ رئیس هیئت مدیره و مدیرعامل شرکت سهامی بیمه ایران شد. در سال ۱۳۳۲ در کابینه سپهبد زاهدی به وزارت اقتصاد ملی و در سال ۱۳۳۹ در کابینه مهندس شریف امامی، به وزارت بازرگانی رسید. دکتر علی امینی که پس از شریف امامی روی کار آمد، او را به ریاست بانک مرکزی ایران منصوب کرد که نزدیک به دو سال در این سمت بود.
پورهمایون از سال ۱۳۴۴ به عنوان نماینده یکی از بانک‌های خصوصی ایران به اروپا رفت و همان‌جا درگذشت. از او تألیفات متعددی در رشته اقتصاد برجای مانده‌است.